# Betande

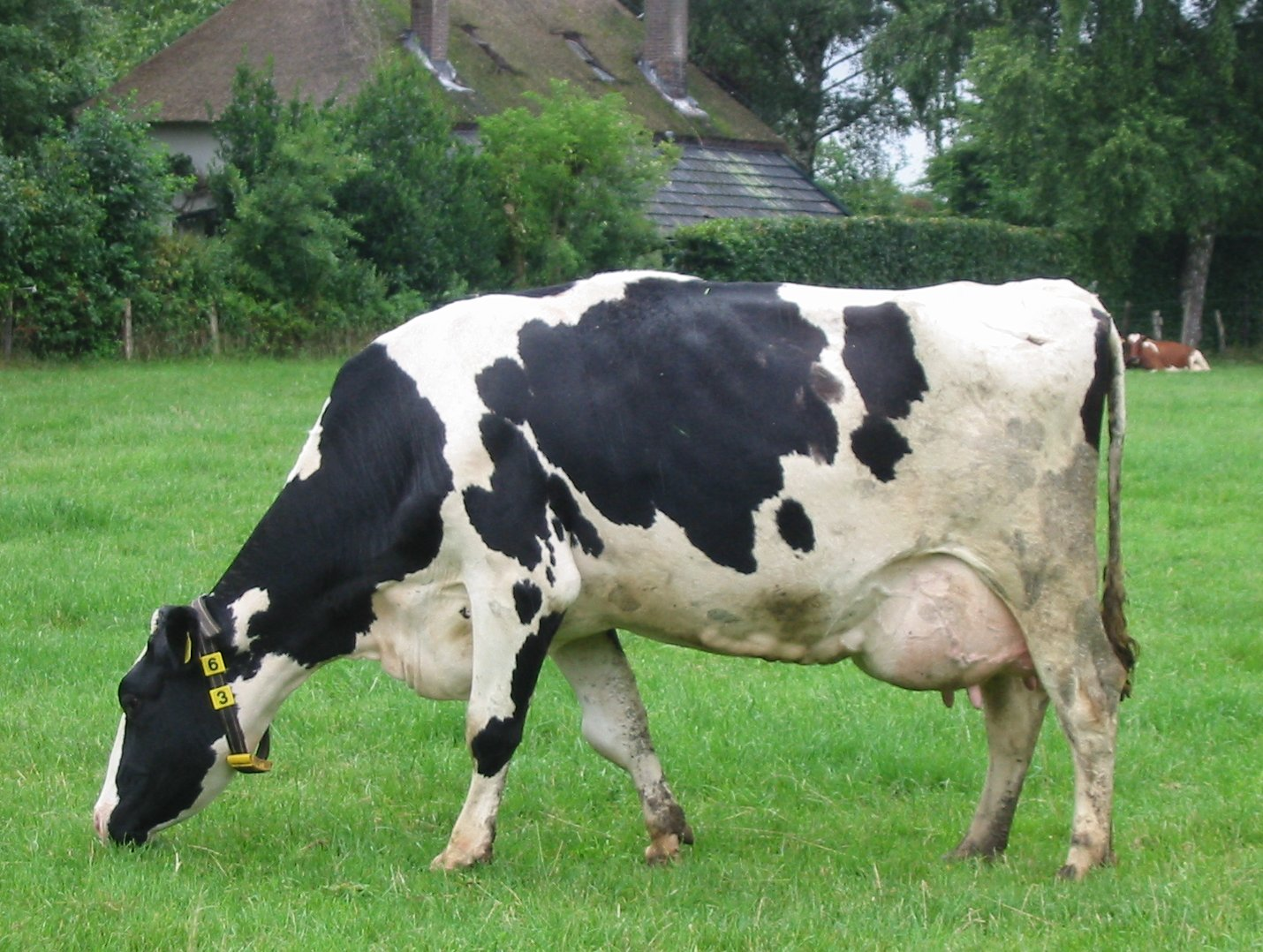
En betande ko.

Bete är när ett djur äter växtdelar, ofta på ett sådant sätt att växten överlever.

## Bete inom jordbruk
Bete är ett sätt att föda upp boskapsdjur. Fram till sena 1800-talet var regeln i Skandinavien att man hägnade in åker och äng för att hindra boskapen från att gå in där. Den fick i stället beta på utmarken under överinseende av en herde som höll rovdjuren borta. På 1600- och 1700-talens kartor används ofta termen mulbete om sådan mark. I det moderna jordbruket stänger man tvärt om in boskapen i ladugård eller hage och fraktar dit foder med traktor.
Ett mellanting är det gotländska elektriska stängslena. Fåren har halsband som laddas med solceller som gör att ägaren kan se var fåren befinner sig. Ägaren kan sätta upp virtuella stängsel som ger fåren först varningar i form av ljud, och sen en elstöt om de går för långt. Det låter ägaren av en fårflock flytta runt fåren över sommarsäsongen så att de betar av ett område bit för bit under kontrollerade former.

## Bete inom ekologin
Överbetning kan leda till erosion. Men det finns också många olika organismer som är beroende av det öppna landskap som bete skapar, till exempel många blommor.